# Музей истории города Махачкалы
Музей истории города Махачкалы — муниципальное учреждение культуры, посвящённое истории города Махачкалы, Республика Дагестан. Расположен в парке у озера Аккёль, в стилобате памятника «Русской учительнице».

## О музее
Создан постановлением Главы города Махачкалы от 17 августа 2007 года № 1766.
Открытие музея состоялось в сентябре 2007 года и было приурочено к 150-летней годовщине Махачкалы. Музей находится на территории парка Ак-Гель в мемориальном комплексе, построенном в 2006 году и посвящённом представителям русской интеллигенции. Музей размещается в помещении цилиндрической формы под площадкой 10-метрового бронзового памятника «Русской учительнице».
Музей не имеет постоянной экспозиции. Это обусловлено архитектурой здания, изначально не приспособленного под музей.
Это такой круг в круге, и мы не можем разместить в основном выставочном зале постоянную экспозицию. Без новых выставок музей закиснет, а он должен жить и «звать» сюда новых людей, просвещать, образовывать и строить коммуникации со своим зрителем, очень разным зрителем. Для этого необходимо обновление во всех смыслах этого слова,рассказывает Зарема Дадаева, директор музея истории Махачкалы.
На момент открытия у музея не было фондового собрания предметов, лишь затем сотрудники стали заниматься их формированием. На сегодняшний день собрание музея включает в себя предметы археологии, полученные в дар от Института истории, археологии и этнографии ДФИЦ РАН, более 200 предметов живописи с городскими ландшафтами дагестанских художников (Алексея Августовича, Юрия Августовича, Омара Гусейнова, Магомеда Кажлаева, Жанны Колесниковой, Галины Конопацкой, Юрия Николаева, Мурада Халилова, Хасбулата Юсупова, BRO и других), охватывающих период с 1940-х годов до настоящего времени, а также образцы декоративно-прикладного искусства. Отдельный интерес представляет коллекция старинных фотографий Порт-Петровска и его жителей, а также обширная коллекция  дореволюционных открыток по Петровску и всем дагестанским городам и аулам.
Вход в музей бесплатный. Помимо собирательской, музей ведёт большую образовательную и выставочную работу. Среди выставок: «Дагестан в дореволюционном объективе» (2009), на которой было представлено более 70 редких снимков, многие из которых зрители увидели впервые; «Евгений Гвоздёв. Мореход Solo» (2016), памяти дагестанского морехода-одиночки, где экспонировались личные дневниковые записи и документы Гвоздёва, карты и фотографии.
В 2017 году музей выиграл грант благотворительного фонда Владимира Потанина за проект «Махачкала в перечне», благодаря которому смог разработать и внедрить в работу аудиогид по историческому центру города – первый аудиогид в истории Махачкалы.
14 декабря 2021 года музей посетил премьер-министр Республики Дагестан Абдулпатах Амирханов, высказавший мнение о необходимости обновления инвентаря и ремонта помещения к 15-летию музея истории Махачкалы.